# Einar Kjær
Ejnar Martin Kjær, né le 9 décembre 1893 à Ullits (Danemark) et mort le 18 juin 1947 à Gentofte (Danemark), est un homme politique danois membre du parti Venstre, ancien ministre et ancien député au Parlement (le Folketing).